# Gyömrő
Gyömrő je město v Maďarsku v Pešťské župě v okrese Monor.
Má rozlohu 26,51 km² a v roce 2013 zde žilo 16 466 obyvatel.

## Historie
Oblast města byla osídlena již v pravěku, což dokládají nálezy z doby měděné a bronzové. První písemná zmínka o osadě pochází z roku 1274.
Osada, která ve středověku vzkvétala, byla po dlouhé turecké okupaci Uher téměř opuštěna. Nejvýznamnější událostí v životě města se po vyhnání Turků z Uher stal průvod a projev dne 3. července 1705 během Rákócziho povstání. V současnosti stojí na místě této události je nyní památník, který zahrnuje text proslovu.
V roce 1732 získal panství v Gyömrő rod Teleki. Přítomnost rodu měla zásadní vliv na rozvoj osady. Zámek, který nechali zbudovat, dnes slouží jako dětský domov, je však jednou z historicky nejhodnotnějších staveb ve městě. V polovině 19. století sem zavítalo a/nebo zde kratší či delší dobu pobývalo několik osobností uherského veřejného života, například Lajos Kossuth, Mihály Vörösmarty nebo Mihály Táncsics.
V roce 1882 byla otevřena železniční trať z Budapešti, která rozvoj osady ještě více dynamizovala. V té době zde byla založena cihelna. Později na místě cihelny vznikly lázně, což umožnilo rozvoj turistiky a rekreace v Gyömrő.
V letech 1913 až 1950 bylo okresním městem. O tento status přišlo v souvislosti s poválečnou administrativní reformou Maďarska.
Na počátku 20. století se zde také objevily nové politické strany. V roce 1908 zde začala působit sociálnědemokratická strana a v roce 1918 komunistická strana. Po příchodu Rudé armády probíhaly ve městě procesy se skutečnými nebo i domnělými spolupracovníky předchozího režimu. 

## Pamětihodnosti
V Gyömrő se nachází lázně, zmíněný zámek rodu Telekiů a také římskokatolický kostel postavení ve stylu baroka.

## Galerie

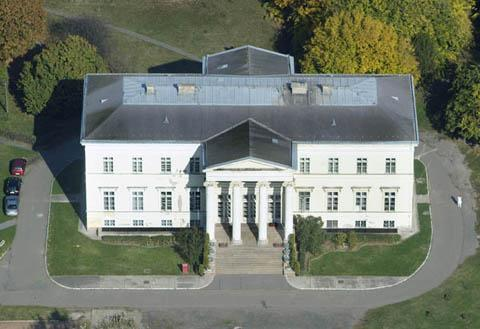
Telekiho hrad
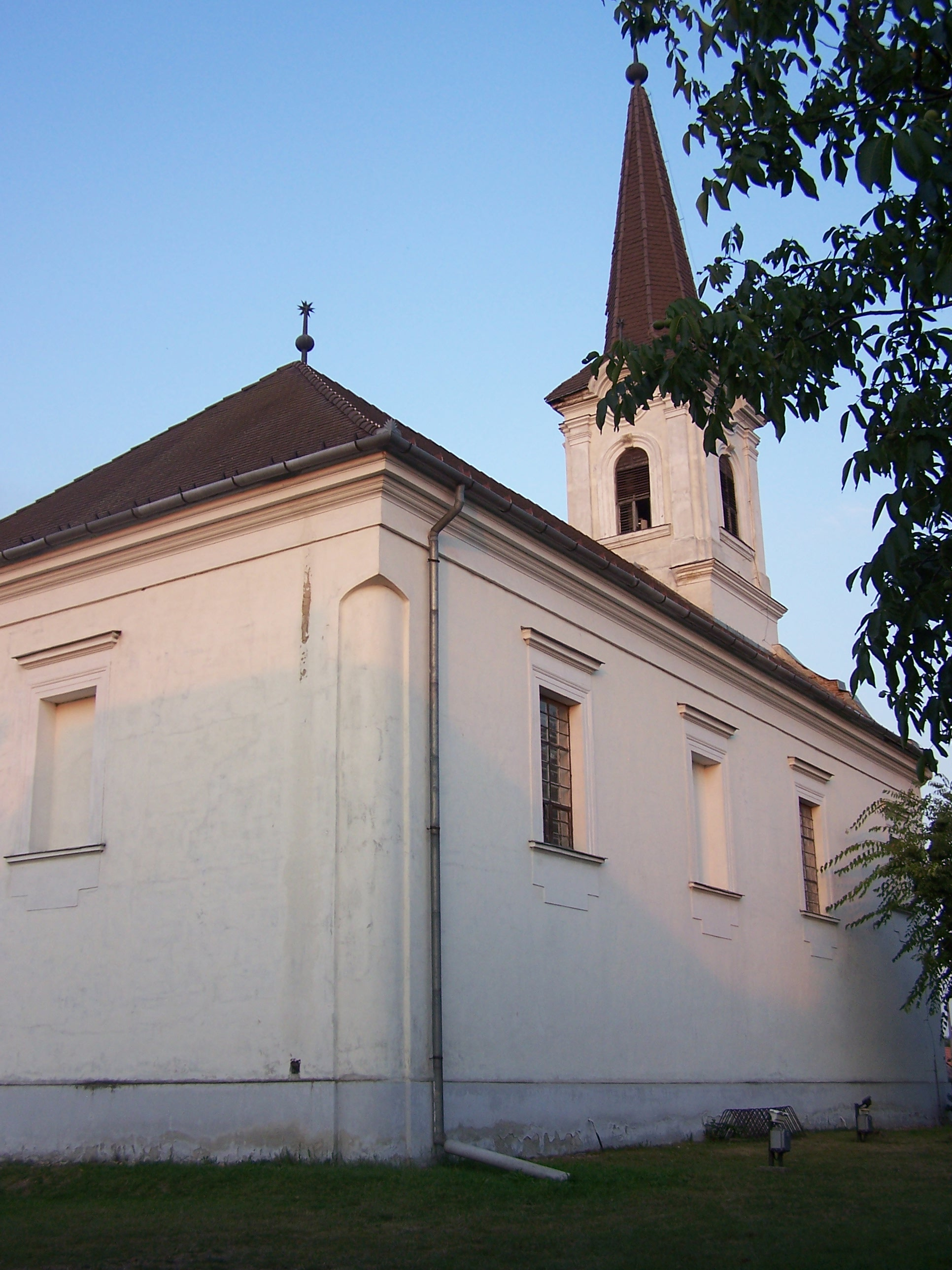
Reformační kostel
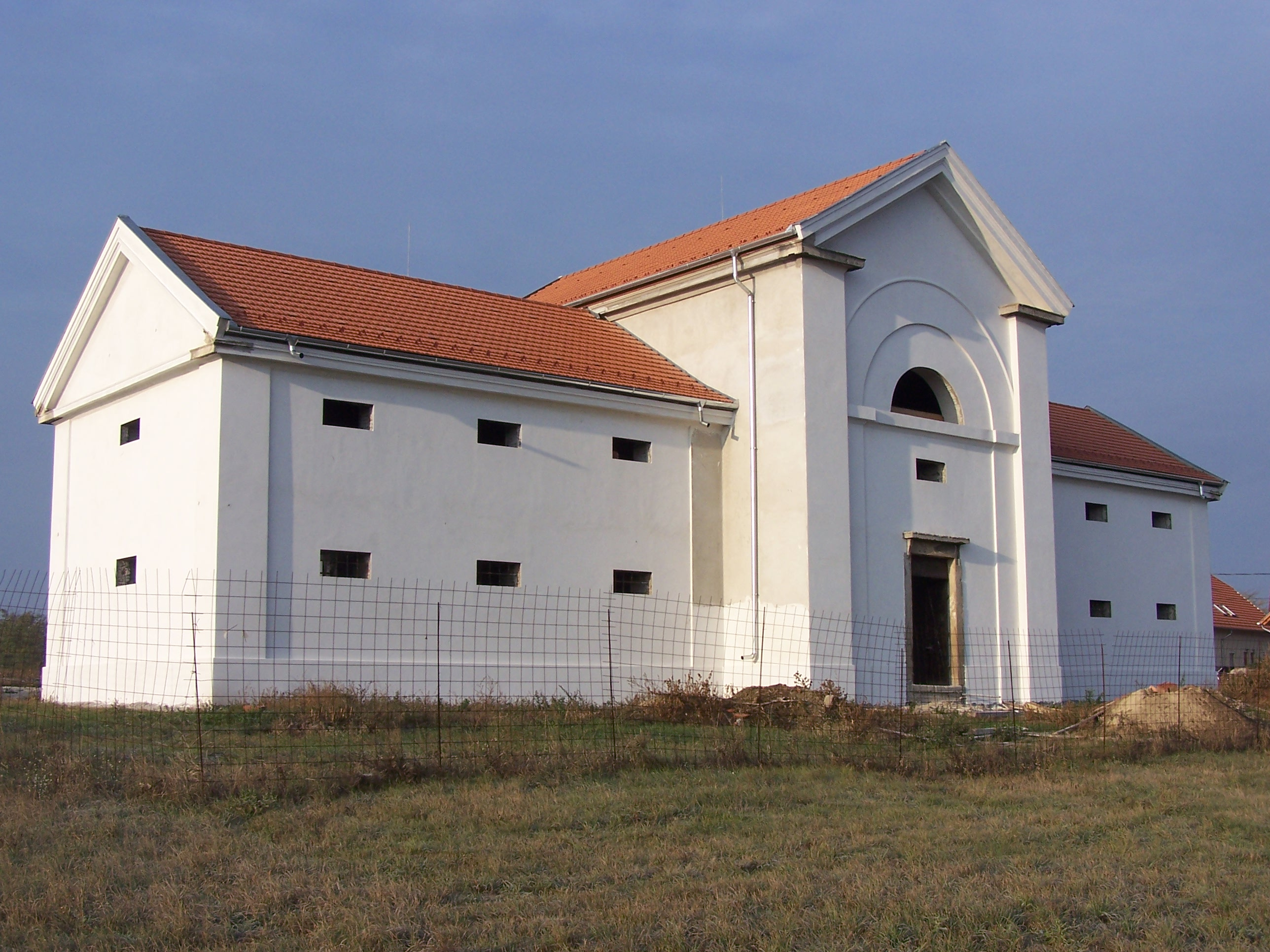
Sýpka